# Lexington, Oklahoma
Lexington är en ort i Cleveland County i Oklahoma. Orten har fått namn efter Lexington, Kentucky. Vid 2010 års folkräkning hade Lexington 2 152 invånare.

## Kända personer från Lexington
- Harold Hamm, affärsman